# Zadziwiające przygody muszkieterów
Zadziwiające przygody muszkieterów (rum. Uimitoarele aventuri ale mușchetarilor) – rumuński pełnometrażowy film animowany z 1987 roku w reżyserii Victora Antonescu. Animowana wersja powieści Alexandra Dumasa Trzej muszkieterowie. Akcja toczy się w świecie kotów i psów (antropomorfizacja postaci).

## Obsada
- Dem Rădulescu jako Kardynał Michelieu
- Alexandru Arșinel jako Rockfort
- Anda Călugăreanu jako d’Artagnan
- Mariana Mihuț jako Rexy
- Rodica Tapalagă jako Miaulady

## Wersja polska
W wersji polskiej udział wzięli:
- Stanisław Jaskułka – Kardynał
- Hanna Bedryńska – Miaulady
- Grzegorz Heromiński – 'D’Artagnan
- Jan Hencz – Portos
- Mariusz Pilawski – Atos
- Ewa Warythiewicz – Saramit

i inni
Wersja polska: Studio Opracowań Filmów w Łodzi

Reżyser: Maria Hencz

Dialogi polskie: Krystyna Kotecka

Dźwięk: Elżbieta Matulewicz

Montaż: Łucja Kryńska

Kierownictwo produkcji: Bożena Dębowska-Kupsz